# Hymenostegia aubrevillei
Hymenostegia aubrevillei är en ärtväxtart som beskrevs av François Pellegrin. Hymenostegia aubrevillei ingår i släktet Hymenostegia och familjen ärtväxter. IUCN kategoriserar arten globalt som nära hotad. Inga underarter finns listade i Catalogue of Life.